# Peter Borscheid
Peter Borscheid (* 12. November 1943 in Trier) ist ein deutscher Historiker. Er lehrte von 1989 bis 2009 auf einer Professur für Sozial- und Wirtschaftsgeschichte an der Philipps-Universität Marburg.
Borscheid wurde nach einem Studium der Geschichtswissenschaft 1974 an der Universität Heidelberg promoviert und habilitierte sich noch im gleichen Jahr an der Universität Münster. Von 1989 bis 2009 lehrte er Sozial- und Wirtschaftsgeschichte an der Universität Marburg. Er war Mitglied der 6. Altenberichtskommission der Bundesregierung. 1994 war er Mitgründer und leitender Direktor des Instituts für interdisziplinäre Gerontologie und angewandte Sozialethik (IGS) in Marburg. Er war Schriftführer und ist Ehrenmitglied des Marburger Universitätsbundes.
Borscheids Forschungsgebiete sind die Geschichte des Alters und der Altersversorgung, Weltwirtschaft und Globalisierung, Versicherungsgeschichte, Unternehmensgeschichte sowie die moderne Kulturgeschichte.

## Veröffentlichungen (Auswahl)
- Naturwissenschaft, Staat und Industrie in Baden. (1848–1914) (= Industrielle Welt. Band 17). Klett, Stuttgart 1976, ISBN 3-12-901080-7 (Zugleich: Heidelberg, Universität, Dissertation, 1974, als: Entwicklung der Naturwissenschaften und wissenschaftlich-technische Revolution.).
- Textilarbeiterschaft in der Industrialisierung. Soziale Lage und Mobilität in Württemberg (19. Jahrhundert) (= Industrielle Welt. Band 25). Klett-Cotta, Stuttgart 1978, ISBN 3-12-910840-8 (Zugleich: Münster (Westfalen), Universität, Habilitations-Schrift, 1974).
- als Herausgeber mit Hans Jürgen Teuteberg: Ehe, Liebe, Tod. Zum Wandel der Familie, der Geschlechts- und Generationsbeziehungen in der Neuzeit (= Studien zur Geschichte des Alltags. Band 1). Coppenrath, Münster/Westfalen 1983, ISBN 3-88547-275-9.
- Geschichte des Alters. Band 1: 16. – 18. Jahrhundert (= Studien zur Geschichte des Alltags. Band 7,1). Coppenrath, Münster/Westfalen 1987, ISBN 3-88547-281-3 (Taschenbuch-Ausgabe, als: Geschichte des Alters. Vom Spätmittelalter zum 18. Jahrhundert (= dtv. Band 4489). Deutscher Taschenbuch-Verlag, München 1989, ISBN 3-423-04489-6).
- Mit Sicherheit leben. Die Geschichte der deutschen Lebensversicherungswirtschaft und der Provinzial-Lebensversicherungsanstalt von Westfalen. Herausgegeben von der Westfälischen Provinzial, Münster. 2 Bände. Eggenkamp u. a., Greven u. a. 1989–1993;
  - Band 1: Von den Anfängen bis zur Währungsreform von 1948. 1989, ISBN 3-923166-34-6;
  - Band 2: Von der Währungsreform 1948 bis zur Vollendung des europäischen Binnenmarktes. Westfälische Provinzial, Münster/Westfalen 1993, ISBN 3-923166-42-7.
- 100 Jahre Allianz. (1890–1990). Allianz-Aktiengesellschaft Holding, München 1990, ISBN 3-87261-066-X.
- als Herausgeber mit Clemens Wischermann: Bilderwelt des Alltags. Werbung in der Konsumgesellschaft des 19. und 20. Jahrhunderts. Festschrift für Hans Jürgen Teuteberg (= Studien zur Geschichte des Alltags. Band 13). Steiner, Stuttgart 1995, ISBN 3-515-06653-5.
- als Herausgeber: Alter und Gesellschaft. Hirzel u. a., Stuttgart 1995, ISBN 3-8047-1419-6.
- Der Einzug der Wissenschaften ins Private. Analysen und Texte des neunzehnten und zwanzigsten Jahrhunderts (= Stiftung Der Private Haushalt. Band 28). Campus, Frankfurt am Main u. a. 1997, ISBN 3-593-35724-0.
- Sicherheit in der Risikogesellschaft. Zwei Versicherungen und ihre Geschichte. Deutscher Sparkassen-Verlag, Stuttgart 1999, ISBN 3-09-303844-8.
- Das Tempo-Virus. Eine Kulturgeschichte der Beschleunigung. Campus, Frankfurt am Main u. a. 2004, ISBN 3-593-37488-9.
- als Herausgeber mit Robin Pearson: Internationalisation and Globalisation of the Insurance Industry in the 19th and 20th Centuries. Philipps-Universität, Marburg u. a. 2007, ISBN 978-3-033-01306-3.
- als Herausgeber mit Niels Viggo Haueter: World Insurance. The Evolution of a Global Risk Network. Oxford University Press, Oxford 2012, ISBN 978-0-19-965796-4.
- mit David Gugerli, Tobias Straumann: Swiss Re und die Welt der Risikomärkte. Eine Geschichte. Herausgegeben von Harold James. C. H. Beck, München 2014, ISBN 978-3-406-65583-8.